# Kalaloch
Kalaloch (kiejtés: kleɪlɒk) az Amerikai Egyesült Államok északnyugati részén, Washington állam Jefferson megyéjében elhelyezkedő önkormányzat nélküli település.
A Kalaloch név a quinault nyelvű k’–E–le–ok szóból ered (kiejtése Kq–â–lā’–ȯk), melynek jelentése „ideális kikötő”, „kenukikötő” vagy „védett kikötő”. A mai Kalaloch volt a térség egyetlen helye, ahol az indiánok kenuikkal biztonságosan ki tudtak kötni.
1925-ben idősebb Charles W. Becker a Kalaloch-patak mentén vásárolt területen a víz által partra mosott faanyagból üdülőt épített. 1978-ban a nemzeti parkszolgálat megvásárolta a létesítményt és Kalaloch Lodge névre keresztelte át.

## Fordítás
- Ez a szócikk részben vagy egészben  a   Kalaloch, Washington című angol Wikipédia-szócikk ezen változatának fordításán alapul.  Az eredeti cikk szerkesztőit annak laptörténete sorolja fel. Ez a jelzés csupán a megfogalmazás eredetét és a szerzői jogokat jelzi, nem szolgál a cikkben szereplő információk forrásmegjelöléseként.